# Florencia Bertotti
María Florencia Bertotti, conhecida como Florencia Bertotti (Buenos Aires, 15 de março de 1983), é uma atriz e cantora Argentina.

## Carreira
Em 2004 Florencia protagonizou a novela Floricienta, a versão original de Floribella.
É uma das atrizes mais conhecida no seu país de origem.
Antes de Floricienta, fez parte do elenco da comédia Son amores (São Amores), em português.
Foi casada com o também ator Guido Kaczka. O primeiro filho do par nasceu em 2008.
Florencia ainda continua fazendo tournés da Floricienta pela América Latina e Israel, tal não foi o impacto da história.
Florencia e Guido Kaczka divorciaram-se em 2010.

## Trabalhos
Tv 
- Guapas (2014)- Lorena

- La Dueña (2012) - Amparo Lacroix
- Niní (2009-2010) - Nina 'Nini' Gómez/Nicolás Zampano
- Floricienta (2004-2005) - Florencia 'Flor' Fazzarino-Santillán Valente
- Los pensionados (2004) - Florencia
- Son amores (2002-2003) - Valeria Marquesi
- Culpables (2001) - Sofía
- Luna salvaje (2000) - Sol
- Verano del '98 (1999-2000) - Dolores 'Lola' Guzmán
- De corazón (1997) - Vicky
- 90-60-90 modelos (1996) - Veronica
- Dulce Ana (1995) - filha de Fabián

Cinema
- Casi leyendas (2017) - Sol
- Igualita a mi (2010) - Aylin
- Déjala correr (2001) - Belén
- Mala época (1998) - Connie
- El faro (1998) - Aneta

Teatro
- Niní (2010) - Nina 'Nini' Gómez/Nicolás Zampano
- Floricienta (2004-2005-2006-2007) - Florencia 'Flor' Fazzarino-Santillán Valente
- Son amores (2002-2003) - Valeria Marquesi

## Nomeações
- 1998 - Argentin Film Critics Association Awards - El faro - Aneta
- 2004 - Martín Fierro - Floricienta - Florencia
- 2004 - Premios Clarín - Floricienta - Florencia
- 2005 - Martín Fierro - Floricienta - Florencia

## Premios
- 2002 - Martín Fierro - Son amores - Valeria
- 2003 - Premios Clarín - Son amores - Valeria
- 2003 - Martín Fierro - Son amores - Valeria